# Окрошка
Окро́шка (рос. окрошка, від дієслова крошить — «кришити», «подрібнювати») — різновид холодного супу на овочевій основі. Належить до традиційних російських страв.

## Історія
Слово «окрошка» стало часто вживаним на початку XX століття і вперше в книгах рецептів воно з'явилося в книзі О. Молоховець «Подарунок молодим господаркам» у виданні 1901 року. У багатьох російських селах узагалі не знають слова «окрошка», називаючи цю страву «квасом». «Випити квасу» — це означає саме випити квасу, а ось «покуштувати квасу» або «поїсти квасу» означає «поїсти окрошки».
У Російській імперії слово «окрошка» з'явилось десь наприкінці XIX ст., коли до традиційної тюрі в трактирах почали додавати інші інгредієнти, зокрема шматочки м'яса, що залишалися на кістках після його варіння, або ж з вимоченої солонини. Тобто, перша окрошка була засобом утилізації м'ясних залишків. Ще й досі в Росії розповсюджений рецепт приготування тюрі-окрошки, в якому звичайний холодець заливають квасом.
Окрошка є одним з різновидів холодних супів, які здавна присутні в кухнях народів інших країн за назвами «таратор», «овдух», «хладник», «хопта», «джаджик», «сасик (Кундук)», «чалоб», «чалоп», «дограмач», «мацнабрдош» тощо (дивись також Холодні супи), холодник. Відмінністю російського варіанту цієї страви є те, що окрошка готується на квасі.

## Різновиди окрошки

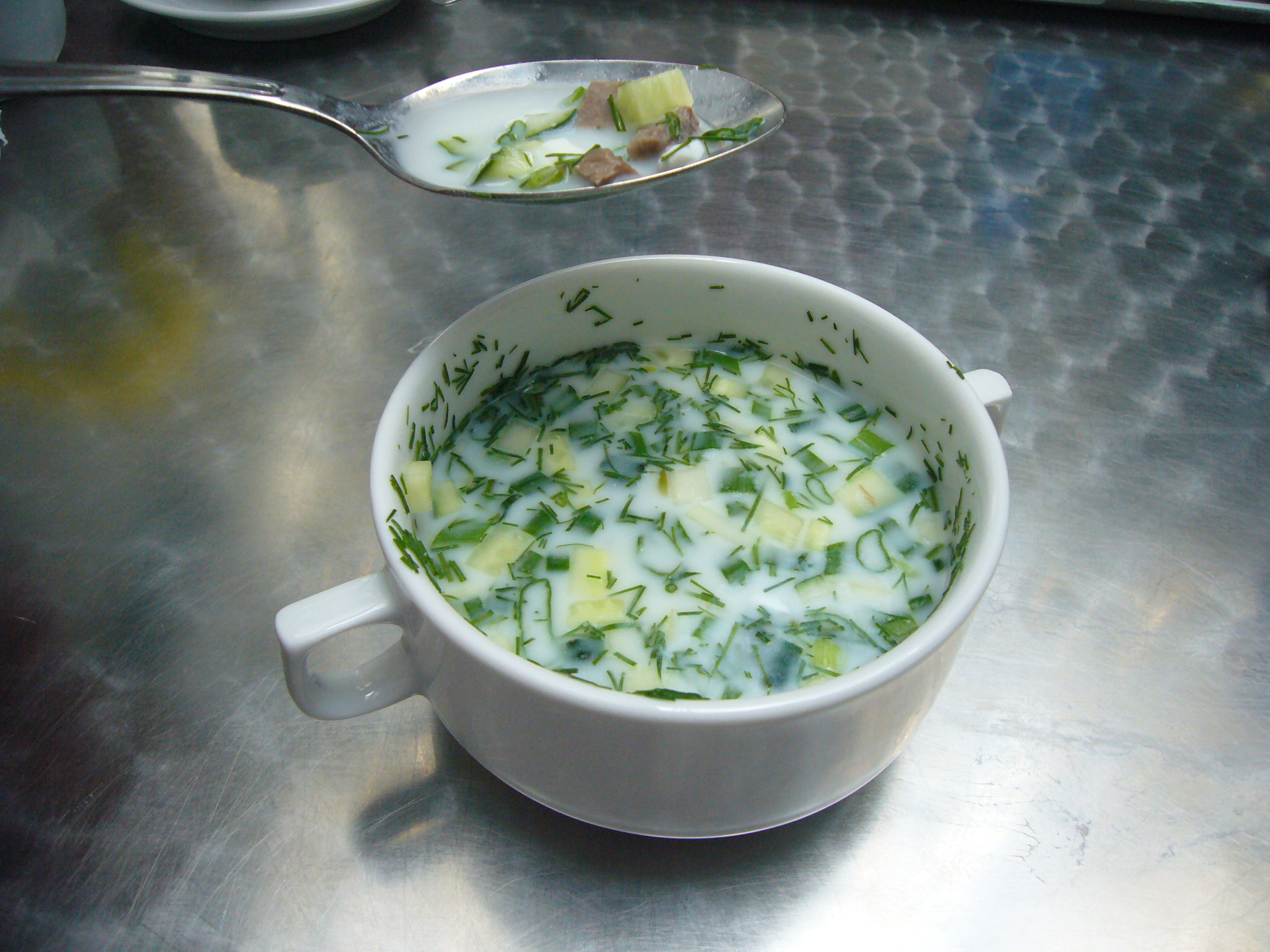
Окрошка на кефірі

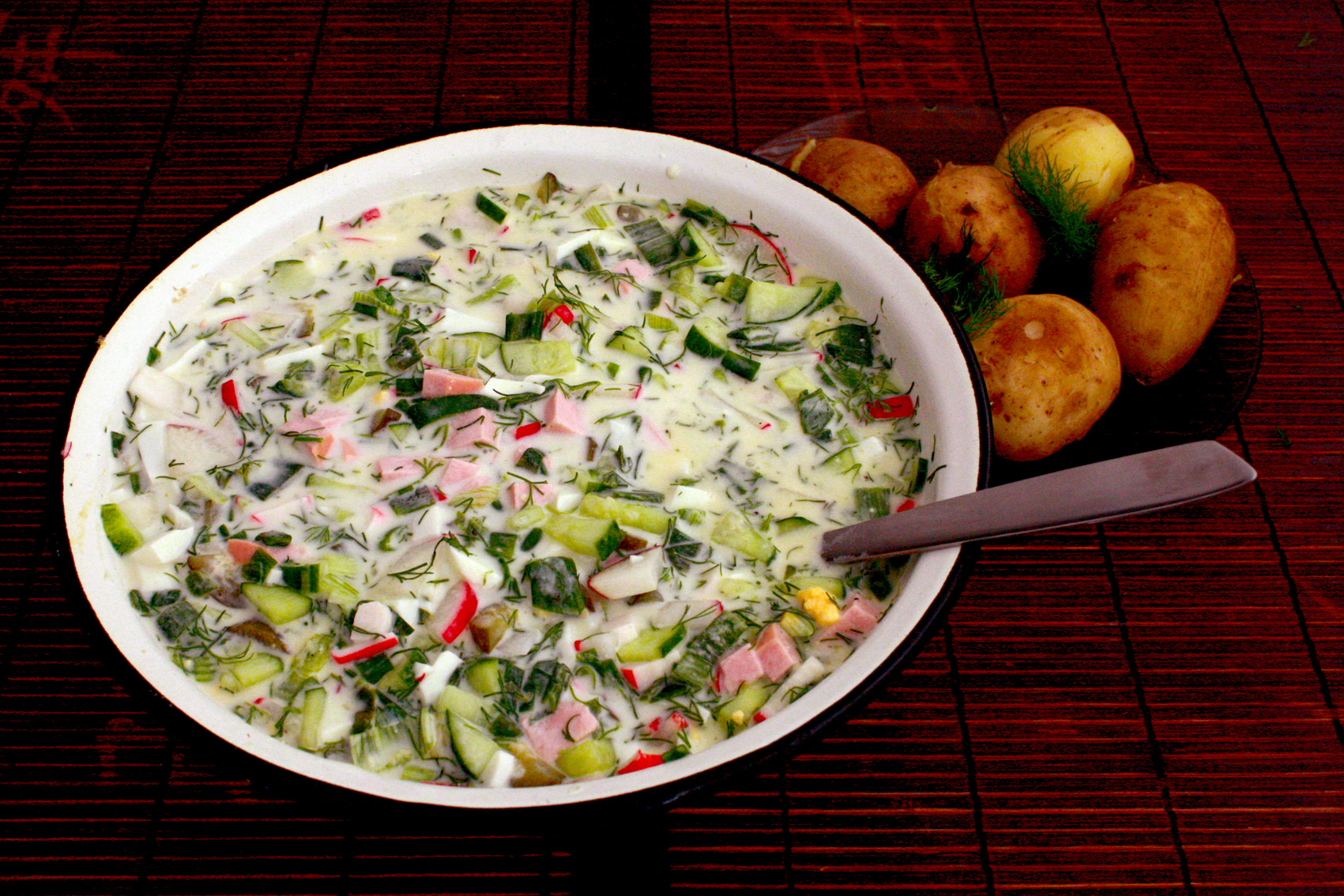
Окрошка на айрані

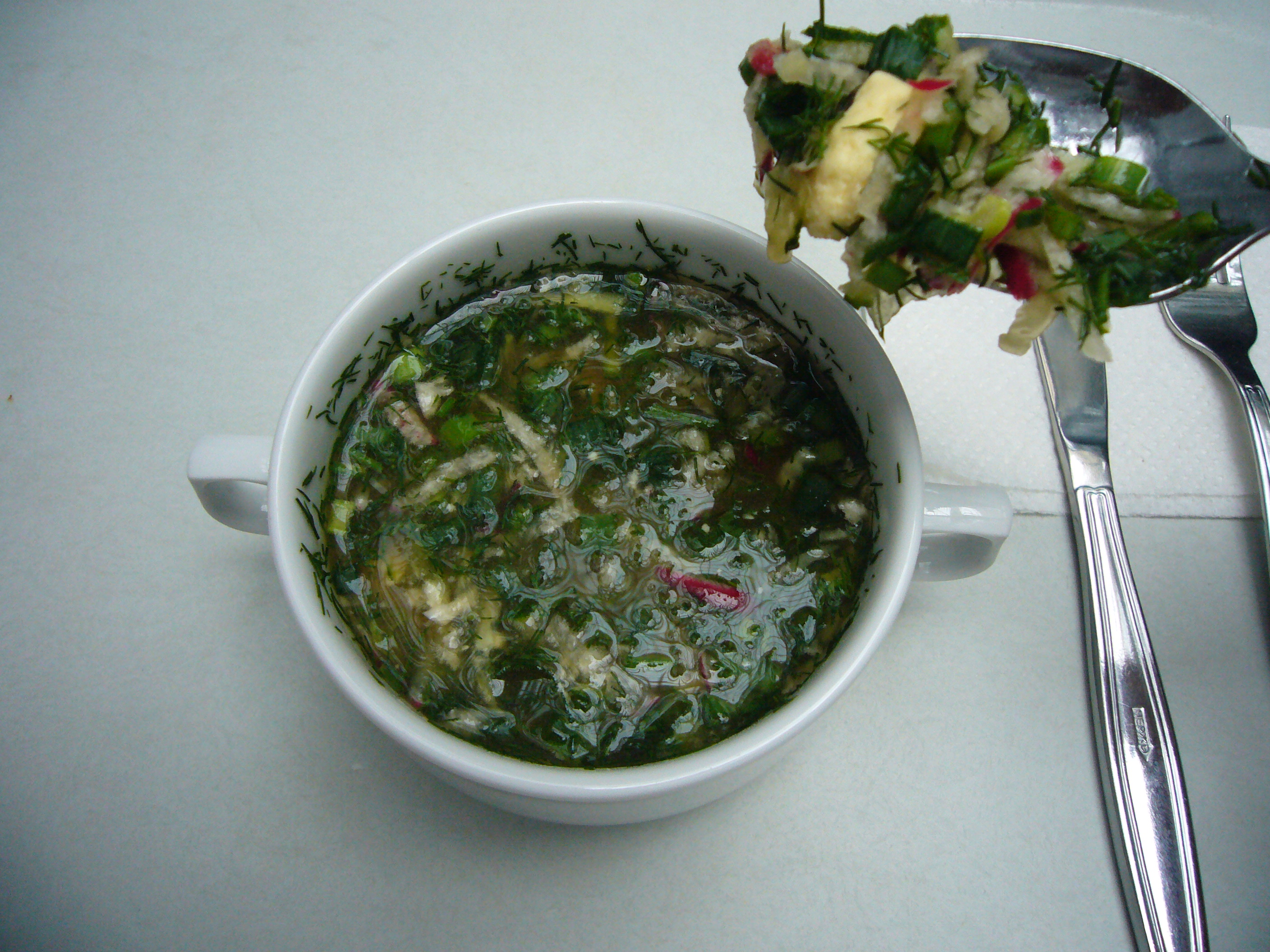
Холодний суп окрошка

### За наявністю м'яса
- м'ясна;
- пісна.

### За інгредієнтами
Вважається, що обов'язковою для окрошки є наявність варених яєць, свіжих огірків, редису, зеленої цибулі і кропу. Всі інші інгредієнти додаються за смаком і визначають варіативний вид окрошки.
- з м'ясопродуктами
- з морепродуктами (кальмаром, креветками, м'ясом криля, гребінцем тощо)
- з крабовими паличками
- з рибою — смаженою, вареною, копченою;
- з солоними або маринованими грибами;
- з соленим огірком;
- з яблуками;
- з моченими яблуками;
- з оливками;
- з каперсами;
- з шпинатом;
- з персиками або абрикосами;
- з капустою;
- з квашеною капустою;
- з ревенем;
- з зеленим горошком;
- з зеленою спаржевою квасолею;
- з вареним буряком;
- з хріном;
- з сиром;
- з плавленим сиром.

За видом м'ясопродуктів:
- з вареною ковбасою або сосисками;
- з копченою ковбасою або шинкою;
- з м'ясом птахів (курки, індика тощо);
- з м'ясом дичини;
- з яловичиною або свининою.

За заливкою:
- з квасом;
- з айраном, кумисом, сироваткою, йогуртом, сколотинами, мацоні, кефіром або кисляком;
- з чайним грибом;
- з мінеральною водою;
- з відварами щавлю, порічки, смородини;
- з перебродженим березовим соком;
- з буряковим маринадом;
- з пивом (найкраще — безалкогольним);
- з шампанським (найкраще — брют).

## Види окрошки
Усупереч поширеній думці, окрошка — це не просто страва з квасу, яким залиті певні продукти, а певна технологія приготування, кулінарний термін, який об'єднує під назвою «окрошка» групу страв, що виготовлені за різними рецептами (окрошка грибна, рибна, м'ясна, овочева тощо).
Дехто готує окрошку зі смаженою картоплею, дехто з кількою в томатному соусі, дехто з розтертим сиром, дехто на шампанському. Головне під час приготування окрошки — імпровізація. Обмеження — власний смак. Інгредієнтів та видів заливки для окрошки дуже багато, тому комбінаторними методами можна створити сотні рецептів. Нижче наведений рецепт класичної окрошки, для якої обов'язковими є варені яйця, свіжі огірки, редиска, зелена цибуля і кріп. Усі інші компоненти добирають за смаком.
Класична окрошка готується з квасу, покрошеної зелені, яєць, редиски, огірків зі сметаною, а також з будь-якої м'ясної заправки — саме таку окрошку їли київські дворяни два століття тому.

## Рецепт класичної окрошки

### Складові
- Варена картопля. Пошановувачі окрошки поділяються на два непримиренних табори: тих, хто вважає, що варену картоплю додавати обов'язково і тих, хто впевнений, що цього в жодному разі робити не можна. В другому таборі свої погляди: одні картоплю не вживають взагалі, а інші їдять її вприкуску — як хліб. Ті, хто їсть її вприкуску, сперечаються, яка картопля краща — холодна, чи на контрасті гаряча. Ті, хто картоплю кладе в тарілку, сперечаються, що краще — нарізати її кубиками чи товкти до стану пюре. Рекомендуємо кожному спробувати різні варіанти і самостійно зробити вибір.

- Зелень. Крім зеленої цибулі і кропу в окрошку можна класти практично будь-яку городню або дикорослу зелень: петрушку, селеру, васильок, щавель, лист конюшини, молодий лист кропиви, пастернаку, гороху, зелені пагони часнику, черемшу, вівчарську сумку, шпинат, базилік, чебрець, кінзу, м'яту, мелісу, крес-салат і будь-які інші види салату. З особливо пряними травами спочатку краще поекспериментувати, додаючи їх прямо до тарілки.

- Овочі. Іноді замість редиски додають чорну торішню редьку. Не псує окрошку варена морква.

- М'ясо. Окрошка буває м'ясна або пісна. Але через те, що зазвичай окрошку їдять уже після посту — м'ясна має набагато більше шанувальників.

Варена ковбаса або сосиски надають окрошці ніжного, м'якого смаку. Можна додавати варену курятину, яловичину, пісну шинку, буженину. У відвареного м'яса смак різкіший, але благородний. Поєднання в окрошці різних видів м'яса — нежирної свинини, яловичини, домашньої птиці, дичини (м'ясна збірна окрошка) збагачує її смак. М'ясо з ковбасними виробами узгоджуються погано, також не варто додавати твердих копченостей і м'яса, в якому багато сала. Деякі фани окрошки вважають додавання до окрошки ковбасних виробів злочином і настійно рекомендують використовувати для її приготування лише м'ясо телятини або яловичини.
- Риба. Риба не терпить наявності м'яса, але особливо прихильна до пряних трав. Рибу до окрошки варто брати не надто кістляву. Можна готувати окрошку з рибою гарячого копчення, можна — з печеною (наприклад — скумбрія запечена під шаром солі), або з відвареною. Варити рибу для окрошки бажано в дуже солоній воді.

- Квас. Зі всіх окрошок найбільше відома окрошка c квасом. Квас для окрошки повинен бути кислим і тому його краще робити самому. Питний бочковий квас для окрошки не підходить — він солодкий. Утім, його можна перелити в банку і залишити на добу із сонячного боку підвіконня.

«Правильний» домашній квас готується так: скибочки житнього хліба підсушують у духовці до дуже засмаглого, але не обпаленого вигляду. Досягається це невеликим жаром і більшим часом. Якщо підпаляться — не страшно. У трилітрову банку засипають приблизно на чверть сухарів і заливають їх окропом. Охолоджують до теплого стану і додають 4-5 столових ложок цукру, десяток родзинок. Для прискорення процесу додають 1 г дріжджів і ставлять банку в теплому місці, прикривши марлею. Через 3-5 днів, в залежності від погоди, квас готовий (повинен зникнути присмак дріжджів і з'явитися кислість). Перед вживанням квас проціджують через ситечко, а в банку доливають води і додають цукор. Відціджений квас можна вживати також як напій.
Існує багато інших рецептів квасу: квас з буряка, Петровський квас, сухарний квас, квас медовий, квас житній, квас з хроном тощо.
Багато хто замість квасу заливає окрошку сироваткою, чайним грибом, мінеральною водою, сколотинами, кефіром або кислим молоком, відваром щавлю, відваром порічки, і навіть пивом. Дуже смачною виходить окрошка, зроблена на айрані.

### Готування
Співвідношення продуктів кожний підбирає дослідним шляхом, але існує «золота» окрошкова пропорція: на одного їдця — одне яйце, одна сосиска, два середніх огірки, невеликий пучок зеленої цибулі, ложка сметани.
Цибулю зелену (можна ще й петрушку з кропом) дрібно порізати, додати до неї солі, потовкти макогоном або розтерти ложкою до появи соку. Якщо окрошка готується на декількох осіб — все це бажано робити у великій каструлі.
Потім туди ж четвертинками ріжуться огірки і редиска, кубиками ковбаса або м'ясо, дрібно січуться яйця, зелень петрушки і кріп (якщо їх ще не потовкли) — все це перемішується та розкладається у тарілки. Основне правило готування подрібнених страв: продукти твердіші слід сікти дрібніше, ніж м'які, інакше великі тверді шматки будуть смакувати як щось чужорідне. Свою роль грає й форма шматочків: геометрично правильні фігури, потрапивши на язик, спантеличують і цим заглушують істинні відчуття. В кожну тарілку за смаком додати гірчицю, сіль, сметану, тертий хрін, лід.
Дехто воліє окремо із сметаною та гірчицею розтерти яєчні жовтки, долити дещицю квасу, розмішати, додати весь квас, аж потім залити цією заливкою інші компоненти. Іншим подобається залити квасом товчену цибулю, сметану, жовтки, ретельно перемішати, а потім додавати білки, м'ясо, огірки та редиску. Варіантів безліч, але, як кажуть, кожний сам собі кухар.
Існує два різновиди окрошок — свіжа і настояна, різниця зрозуміла із назви, і смак в них теж різний.

### Правила та поради
- Використовуйте посуд, що не окислюється.
- Картопля до окрошки вариться в шкоринці.
- Якщо ви використовуєте варені овочі, кладіть їх у киплячу воду і накривайте кришкою — так ви збережете максимум вітамінів.
- До рибної окрошки пасує хрін, до м'ясної, овочевої та грибної — гірчиця.
- Якщо заливка недостатньо кисла, можна додати до окрошки яблучного оцту, лимонного соку або лимонної кислоти.
- Солити окрошку потрібно в тарілці, сіль додає страві потрібний відтінок смаку.
- Якщо додати до окрошки цукру, її смак стане вишуканішим.
- Не жалійте сметани.
- Імпровізуйте!

## Як їсти окрошку
Співвідношення кришива і заливки в тарілці визначається самостійно. Бажано подати до окрошки декілька заливок, щоб кожен сам обрав її за смаком. Солити заливку не рекомендується, краще солити окрошку вже в тарілці. Перед подачею до столу окрошку можна посипати маленькими сухариками, обсмаженими в олії.
Їсти окрошку краще за все в спекотній день, на свіжому повітрі, в холодку. Квас краще робити кислішим (можна додати до нього лимонної кислоти), а на стіл поставити графин з охлодженою кип'яченою водою — для тих, кому квас здасться надто кислим. Зазвичай до окрошки подаються кубики льоду.

## Корисність окрошки
Найпопулярніша окрошка навесні і влітку, коли з'являються перші свіжі овочі.
Легка і низькокалорійна окрошка може використовуватися в дієтах, до того ж кисломолочні продукти і квас покращують травлення, а зелень і різноманітні сезонні овочі насичують організм необхідними вітамінами. Регулярне споживання окрошки — добра профілактика гастриту й інших захворювань шлунково-кишкового тракту. Під час схудненні дуже важливо наситити організм вітамінами, що і робить окрошка. Адже вона на 90 % складається з рослинної їжі, багатої різними мікроелементами (магнієм, кальцієм, калієм, фосфором, натрієм, марганцем, йодом) і вітамінами (С, Р, Е, К і каротином). А всі ці речовини обов'язково повинні потрапляти в організм з їжею. В окрошці містяться і потрібні організму органічні кислоти (яблучна, лимонна), ефірні олії та фітонциди, що надають страві неповторного смаку і аромату. До речі, останні три речовини (органічні кислоти, ефірні олії та фітонциди) поліпшують травлення і засвоєння їжі.
В окрошці дуже багато вітамінів та мікроелементів. За кількістю корисних мікроорганізмів квас, на якому готується класична окрошка, не поступається кефіру. Він також покращує травлення, обмін речовин і зміцнює імунітет.
Клітковина, якої багато в окрошці, найкращим чином впливає на оздоровлення корисної кишкової мікрофлори, а також попереджає запори і звільняє організм від шлаків і токсинів. Секрет ситості приховується в непереварюванні волокон клітковини, від чого продовжується відчуття наповненості шлунку, і приборкується апетит. Окрошка не сприяє набиранню ваги.